# District de Lianshan
Pour les articles homonymes, voir Lianshan.
Le district de Lianshan (连山区 ; pinyin : Liánshān Qū) est une subdivision administrative de la province du Liaoning en Chine. Il est placé sous la juridiction de la ville-préfecture de Huludao.